# Kurt Villavicencio
Kurt Martín Villavicencio Ríos (Lima, 9 de junio de 1973) es un presentador y productor peruano. Alcanzó reconocimiento por su personaje recurrente Metiche, y por haber conducido magacines y programas de espectáculos, contando con una amplia trayectoria en la televisión de su país.

## Biografía
Nació el 9 de junio de 1973 en Lima, bajo el nombre completo de Kurt Martín Villavicencio Ríos. Vivió sus primeros años en Salamanca, perteneciente al distrito de Ate, siendo criado en el seno de una familia de clase media.
Realizó sus estudios escolares en el Colegio La Inmaculada y, tras concluir la secundaria, estudió la carrera de Periodismo en la Universidad de Lima, siendo egresado ejerciendo la profesión.
Villavicencio comenzó su carrera televisiva en el año 2000 como parte de la producción del programa de espectáculos Magaly TeVe, donde se desempeñaba en el rol de productor ejecutivo hasta su renuncia en 2008. Pero fue hasta el año siguiente, cuando le llegaría la oportunidad de formar parte del magacín Hola a todos, retomando el rol como productor. Tiempo más tarde, haría su debut por primera vez en la conducción del mismo espacio bajo el personaje inspirado en la cultura gay, Metiche; reemplazando al presentador Rodrigo González en la secuencia de espectáculos del programa, logrando así alcanzar al estrellato, además de haber atravesado sus problemas personales en 2013, producto de su desaparición. Según en una entrevista para el portal La República, Villavicencio afirmó que el nombre de su personaje se originó en una anécdota dentro de su trabajo como productor de Hola a todos, donde fue encargado de hacer los preparativos en las grabaciones del extinto programa, además de entrometerse en él.
En el año 2017, se suma al elenco de otro formato, Cuéntamelo todo, con Sofía Franco, Santi Lesmes y Alejandra Baigorria; dejando de lado a su personaje televisivo y comenzar a utilizar su nombre real. Años después, fue conductor del programa televisivo Válgame en 2019, compartiendo el rol al lado de Mónica Cabrejos, Janet Barboza, Karla Tarazona y Ricardo Zúñiga, el Zorro Zupe; hasta su renuncia en 2020. Seguidamente, condujo su programa propio web Lo mejor del espectáculo por Miraflores TV Digital durante el periodo 2018-2019 y comenzó una etapa de colaboraciones con la televisora digital Tercer Milenio TV. 
Tras ausentarse temporalmente de la televisión, en 2021, asume la coconducción del magacín D' mañana por el canal Panamericana y, más tarde, vuelve a trabajar con Tarazona en otro formato del mismo canal, Préndete, en 2023, además de la incorporación de la actriz Melissa Paredes al elenco. Pese a su éxito como presentador, fue denunciado por el cantante y actor Christian Domínguez por difamación ese año, debido a que Villavicencio lo tildó de «infiel» en su programa, con lo que recibiría una carta notarial, pidiéndose disculpas tras lo sucedido.
En 2024, asume la conducción de ¡Todo se filtra!, en Panamericana, que compitió con las telenovelas de otros canales. Este ganó fama por su cobertura al archivo videográfico del bailarín Alex Brocca, con índice de audiencia de 2.2, según Kantar Ibope Media.

## Créditos

### Televisión
| Año        | Título                  | Rol                                                     | Canal                   |
| ---------- | ----------------------- | ------------------------------------------------------- | ----------------------- |
| 2000-2008  | Magaly TeVe             | Productor ejecutivo                                     | ATV                     |
| 2009-2010  | Hola a todos            | Productor general                                       | ATV                     |
| 2010-2016  | Hola a todos            | Presentador de la secuencia de espectáculos y panelista | ATV                     |
| 2017       | Cuentámelo todo         | Presentador y panelista                                 | ATV                     |
| 2019-2020  | Válgame                 | Copresentador                                           | Latina Televisión       |
| 2021-2023  | D' mañana               | Copresentador                                           | Panamericana Televisión |
| 2022       | Por Dios y por la plata | Invitado especial                                       | Panamericana Televisión |
| 2023-2024  | Préndete                | Presentador                                             | Panamericana Televisión |
| 2023       | Hablamos belleza        | Invitado especial                                       | Willax Televisión       |
| desde 2024 | ¡Todo se filtra!        | Presentador                                             | Panamericana Televisión |

### Programa web
- Lo mejor del espectáculo (2018-2019), presentador.